# Roberto Fager
Roberto Fager (nacido en Montevideo, Uruguay) fue un futbolista del club uruguayo de fútbol Montevideo Wanderers, hijo de inmigrantes libaneses, participó en el torneo Copa América 1939, donde Uruguay se convirtió en el subcampeón de América. Fager jugó como puntero en dos partidos: contra Chile (10 minutos antes del final entró como reemplazo por Pedro Lago) y Paraguay (5 minutos antes del final remplazó a Pedro Lago).